# حزب النيل السوداني
حزب النيل السوداني كان حزباً سياسياً في السودان بقيادة فليمون ماجوك. تأسس الحزب عام 1967 ومقره بحر الغزال. تنافس على خمسة مقاعد في انتخابات الجمعية التأسيسية لعام 1968، وفاز بمقعد واحد. وإجمالاً، حصل حزب النيل السوداني على 2704 أصوات من أصل (0.15٪ من الأصوات الوطنية).